# Pryskus
Pryskus – imię męskie pochodzenia łacińskiego, którego żeńskim odpowiednikiem jest imię Pryska. Pochodzi ono od rzymskiej nazwy rodowej, która oznacza "dawny". Istnieli święci katoliccy o tym imieniu.
Pryskus imieniny obchodzi 28 marca.